# Fort de la solitude
Pour plus de détails, voir Fiche technique et Distribution.
Fort de la solitude est un film français réalisé par Robert Vernay, sorti en 1948.

## Fiche technique
- Titre : Fort de la solitude
- Réalisation : Robert Vernay
- Scénario, adaptation et dialogues : Bernard Zimmer, d'après le roman de René Guillot
- Décors : René Renoux, Raymond Gabutti
- Photographie : Maurice Barry
- Montage : Marthe Poncin
- Son : Constantin Evangelou
- Musique : Jean Wiener
- Production : Tamara Films - UGC
- Pays de production :  France
- Langue : français
- Format :  Noir et blanc - 1,37:1 - 35 mm - Son mono
- Genre : Film dramatique
- Durée : 90 minutes
- Dates de sortie :
  - France : 13 février 1948
- Numéro de visa : 5992

## Distribution
- Paul Bernard : Charles Sigouane
- Alexandre Rignault : Péhu
- Claudine Dupuis : Marie
- Henri Coutet : Cassagneau
- Michel Marsay : Sourdieu
- Georges Hubert : le sergent
- Antoine Balpêtré : le commissaire
- France Mooréa	: la fille
- Made Siamé : la patronne
- Lucien Nat : le capitaine
- Jean-Jacques Delbo : François
- Marcel Lupovici : le légionnaire
- Robert Moncade : le lieutenant
- Paul Faivre : le chef de la poste
- Léonce Corne : le major
- René Fluet : Robert
- Albert Broquin : un soldat
- Robert Le Flon
- René Pascal
- Émile Riandreys